# The Underground Resistance
The Underground Resistance este cel de-al cincisprezecelea album de studio al formației Darkthrone. Titlul se referă la păstrarea caracteristicilor muzicale specifice anilor '80. Într-un interviu din martie 2013 Fenriz spune că "îmi place și SIMT stilul anilor '80, indiferent de ce gen de metal e".
Albumul conține mai puține elemente punk decât precedentele albume, accentul punându-se pe heavy metal și speed metal.
Revista Terrorizer a clasat The Underground Resistance pe locul 4 în clasamentul "Cele mai bune 50 de albume ale anului 2013".

## Lista pieselor
1. "Dead Early" - 04:49
2. "Valkyrie" - 05:14
3. "Lesser Men" - 04:55
4. "The Ones You Left Behind" - 04:16
5. "Come Warfare, The Entire Doom" - 08:38
6. "Leave No Cross Unturned" - 13:49

## Personal
- Fenriz - baterie, vocal
- Nocturno Culto - vocal, chitară, chitară bas

## Clasament
| Țara     | Poziția |
| -------- | ------- |
| Finlanda | 35      |
| Franța   | 142     |
| Norvegia | 23      |
| Suedia   | 50      |